# Transeixo

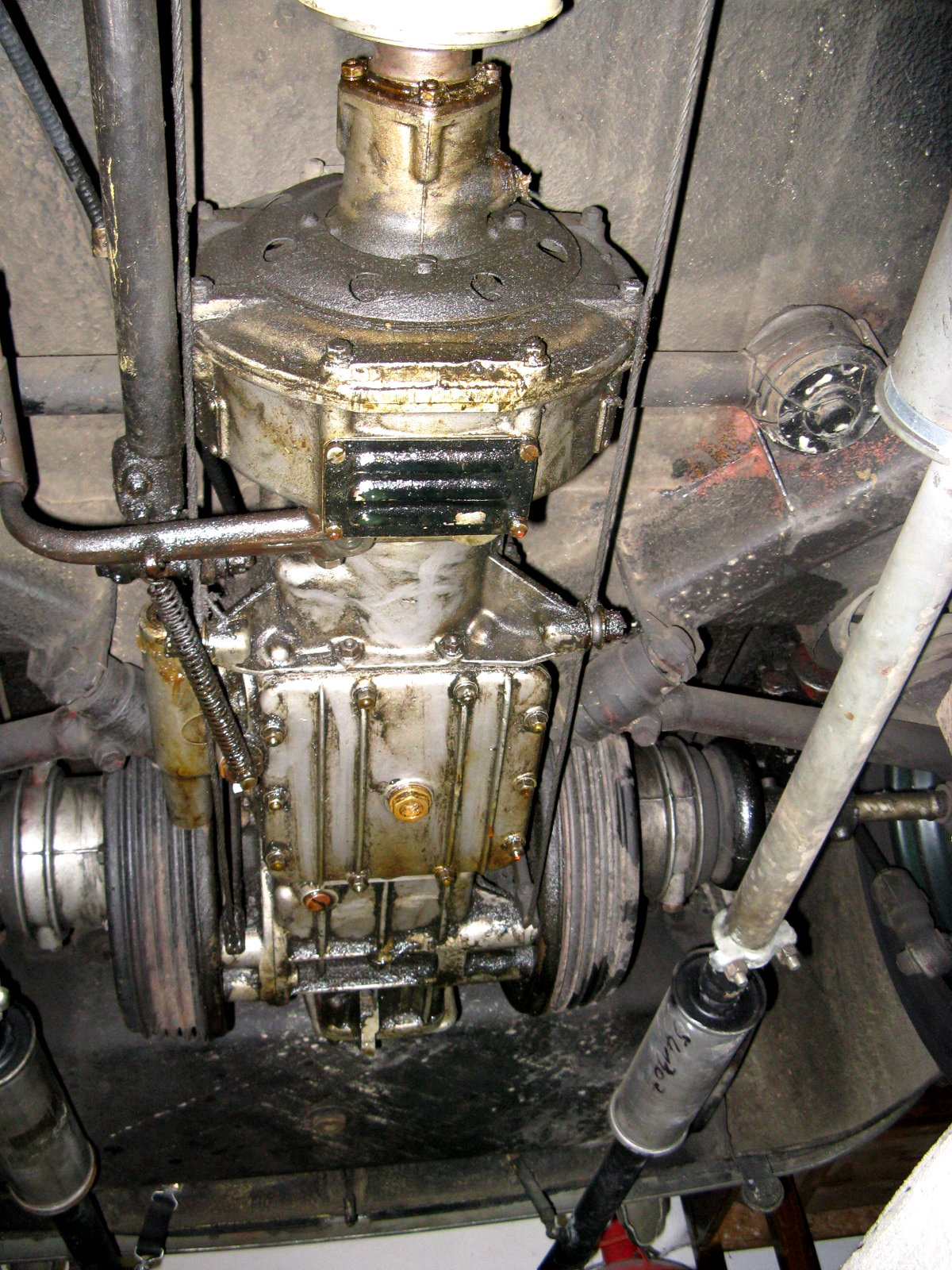
Transeixo do Lancia Aurelia (1951).

Transeixo é uma configuração de transmissão automotiva em que a caixa de marchas é instalada ao longo do eixo das rodas motrizes.
Em muitos veículos de motor traseiro e motor central, estes são montados na transversal e empregam transeixo, similares a uma unidade de tração dianteira. Outros usam um motor longitudinal e transeixo como da Ferrari Mondial de 1989 que usou um arranjo "T" com um motor longitudinal ligado a um transeixo transversal, projeto ao qual a empresa deu continuidade. Versões de tração dianteira de Audis modernos, a partir do A4 em diante, juntamente com suas marcas relacionadas com o grupo Volkswagen (que compartilham o mesmo layout de automóvel) também usam um layout similar, mas com o transeixos também montados longitudinalmente.

## Veículos

### Motor frontal e tração traseira

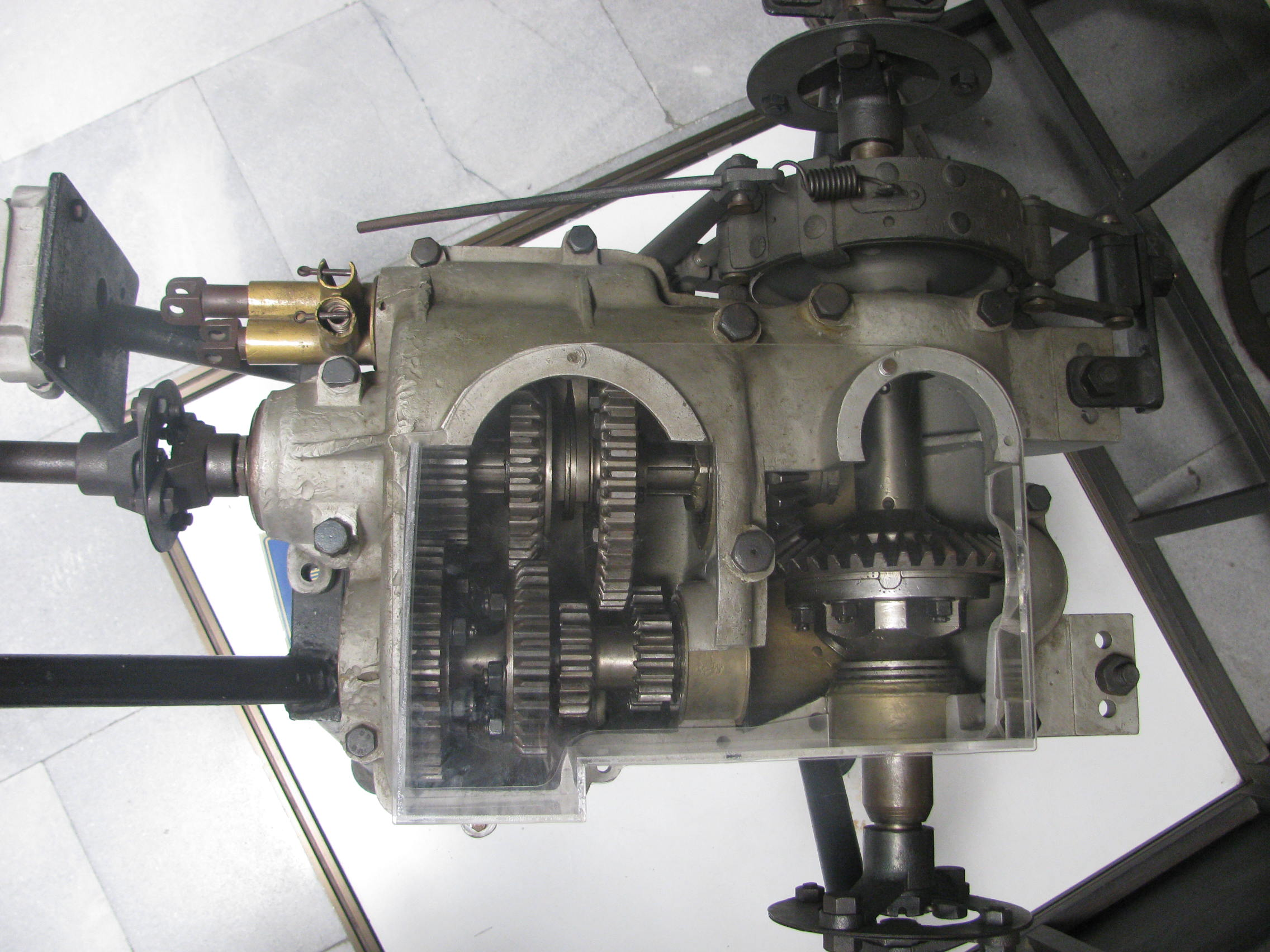
Transeixo de um automóvel Csonka (1908).

Veículos de tração traseira tendem a ter a transmissão na frente logo após o motor, mas às vezes, um motor dianteiro transmite seu movimento a um transeixo montado atrás. Isso geralmente é feito por razões de distribuição de peso, e por isso é comum em carros esportivos. Outra vantagem é que o eixo de transmissão gira na mesma velocidade do motor e, só tem de suportar o torque deste, em vez do torque multiplicado pelo redutor de velocidade. Este projeto foi pioneiro em 1934 no Škoda Popular, e depois em 1950 Lancia Aurelia, desenhado por Vittorio Jano.
Uma vez que este posicionamento da caixa de marchas é inadequado para um eixo rígido (devido ao peso não suspenso excessivo), a suspensão traseira é independente, ou usa um eixo De Dion (nomeadamente nos Alfa Romeo). Salvo raras exceções a esta regra foram o Bugatti Type 46 e 50, que tinham uma caixa de três velocidades em um eixo rígido.
O Nissan GT-R é único que usa um transeixo traseiro com um layout AWD (tração em todas as rodas). O transeixo, neste caso, também contém o diferencial de envio de energia de volta para as rodas dianteiras através de um eixo separado.
Veículos com motor frontal e tração traseira com transeixo incluem:
- 1898-1910 De Dion-Bouton
- 1914-1939 Stutz Bearcat
- 1929-1936 Bugatti Type 46
- 1934-1944 Škoda Popular
- 1950-1958 Lancia Aurelia
- 1951-1956 Pegaso Z-102
- 1957-1970 Lancia Flaminia
- 1959-1963 DAF 600
- 1961-1963 Pontiac Tempest
- 1964-1968 Ferrari 275
- 1963-1968 Ferrari 330
- 1968-1973 Ferrari Daytona
- 1972-1987 Alfa Romeo Alfetta, GTV e GTV6
- 1976-1988 Porsche 924
- 1976-1991 Volvo 300 series
- 1977-1985 Alfa Romeo Giulietta (nuova)
- 1978-1995 Porsche 928
- 1982-1995 Porsche 944 e Porsche 968
- 1984-1987 Alfa Romeo 90
- 1985-1992 Alfa Romeo 75
- 1989-1991 Alfa Romeo RZ/SZ
- 1992-2003 Ferrari 456
- 1996-2005 Ferrari 550 / 575M Maranello
- 1997-2004 Chevrolet Corvette C5
- 1997-1999 Panoz Esperante GTR-1
- 1997-2002 Plymouth Prowler
- 1998-2005 Shelby Series 1
- 2003 - presente Aston Martin DB9
- 2004-2009 Cadillac XLR
- 2004-2013 Chevrolet Corvette C6
- 2004-2011 Ferrari 612 Scaglietti
- 2004-2012 Maserati Quattroporte
- 2005 - presente Aston Martin Vantage (2005)
- 2006-2012 Ferrari 599 GTB Fiorano
- 2007-2010 Alfa Romeo 8C Competizione
- 2007 - presente Maserati GranTurismo / GranCabrio
- 2008 - presente Ferrari California / California T
- 2009-2012 Lexus LFA
- 2010 - presente Aston Martin Rapide
- 2010-2013 Mercedes-Benz SLS AMG
- 2011 - presente Ferrari FF
- 2012 - presente Aston Martin Vanquish
- 2012 - presente Ferrari F12 Berlinetta
- 2013 - presente V8 Supercars [6]
- 2014 - presente Chevrolet Corvette C7
- 2014 - presente Mercedes-AMG GT

### Motor e tração traseiras
Volkswagen, e mais tarde a Porsche, fazem uso extensivo de transeixo em seus veículos com motorização central e traseira, incluindo:
- 1921-1925 Rumpler Tropfenwagen
- 1938-2003 Volkswagen Fusca
- 1940-1945 Volkswagen Kübelwagen (Tipo 82)
- 1941-1944 Volkswagen Schwimmwagen (Type 166)
- 1948-1965 Porsche 356
- 1950-1990 Volkswagen Kombi T1-T3
- 1955-1974 Volkswagen Karmann Ghia
- 1960-1969 Chevrolet Corvair [7]
- 1961-1973 Volkswagen Type 3
- 1963-     Porsche 911
- 1964-1969 Škoda 1000 MB
- 1965-1969, 1976 Porsche 912
- 1968-1974 Volkswagen Typ 4
- 1969-1976 Porsche 914 (motor central)
- 1969-1980 Škoda 100, Škoda 110 R
- 1971-1978 Maserati Bora
- 1971-1992 De Tomaso Pantera
- 1975-1989 Porsche 930
- 1976-1990 Škoda 120, Škoda 130, Škoda Garde, Škoda Rapid (1984)
- 1981-1982 DMC DeLorean
- 1984-1988 Pontiac Fiero (motor central)
- 1984-2007 Toyota MR2 (motor central)
- 2013 -    presente Praga R1 (motor central)

### Tração nas quatro rodas
Todos os carros da Audi com motores longitudinais e seu sistema Quattro de tração nas quatro rodas (4WD), juntamente com os sua marca associada Volkswagen, que compartilham o mesmo layout, utilizam transeixo. Esta é montada logo atrás do motor montado na frente (longitudinalmente) e contém a caixa de marchas (manual, automática, DSG, ou CVT), juntamente com os diferenciais central e dianteiro e, a unidade de acionamento final.
Outras aplicações 4WD incluem:
- 1984-1986 Ford RS200 - motorização central, com a caixa na parte dianteira;
- 1989-2001 Mitsubishi 3000GT - motor frontal, caixa (transmissão, na frente e diferencial central) na parte da frente;
- 2007 - presente Nissan GT-R - com motor dianteiro, com a caixa na parte traseira.